# 천호대교 버스 추락 사고
천호대교 버스 추락사고는 1988년 4월 1일 오후 5시 50분쯤, 서울특별시 강동구 천호동 천호대교 남단 약 200여m 지점에서 승객 54명을 태운 시내버스가 약 20여m 아래 강물로 추락하여 많은 인명 피해를 야기한 사고이다.

## 개요
다음 배차 시간에 쫓겨 과속을 하다가 일어난 사고로서, 1988년 4월 1일 오후 5시 50분 경 수도교통(현 송파상운) 소속 572번 시내버스가 천호동 방면으로 운행 하던 중 천호대교 상에서 앞서 달리던 차를 추월하여 1차선을 시속 약 100km로 달리다가 왼쪽 앞바퀴가 터지면서 중앙선을 넘었으며, 시내버스 운전기사가 조향 핸들까지 놓치면서 제동조차 시도하지도 못한 채 반대편 난간 8개를 부수고 약 20m 아래 강물로 추락했다.

## 사고 원인
결정적인 원인으로 지목된 요소는 경비 절감의 이유로 승무원들의 반발을 무시한 낡고 값싼 재생 타이어를 쓴 얄팍한 상혼과 다음 배차 시간을 맞추기 위한 무리한 과속 난폭 운전, 그리고 천호대교 다리 자체의 결함 등이 함께 빚어내 부른 합작품이였다. 바꿔 말하면 무모하게 사용한 재생 타이어가 사고의 직접적인 화근이었다면 다음 배차 시간을 맞추기 위한 난폭 운전은 사고를 일으키는 결정적 원인이었다. 추가적으로는 시내버스 자체의 검수불량 여부도 거론되기도 하였으나 시내버스 교통사고의 주 된 원인이 바로 그 배차 시간에 있다는 논문이 발표되어 주목을 받았다.

## 피해 규모
이 사고로 승객 19명이 사망하고 35명이 중경상을 입었으며 구급차 2대와 시내버스 1대가 파손되었다. 수심 약 2~3m의 얕은 강바닥에 차체가 곤두박질하는 충격으로 이미 여러 명이 사망하였고 튕겨져 나갔거나 뒤엉킨 시내버스 속에서 미처 빠져나오지 못한 이용고객들이 익사체로 인양된데다 사고 발생 시간이 학생들의 하교 시간과 맞물리는 시점이어서 학생들의 피해가 컸다. 그런가 하면 완파된 시내버스의 인양 과정에서 동원된 기중기의 대형 철빔이 인근에 대기 중이던 구급차 2대와 추돌하기도 했다.

## 사고 여파
이번 참사를 계기로 정부는 영업용 버스 앞 바퀴에 재생 타이어의 사용을 전면 금지하였고, 사용을 허용하더라도 복륜이 적용된 뒷 바퀴에만 사용하도록 규제하기에 이르렀다. 또한, 사고가 발생한 책임을 들어 시내버스 회사에 재생 타이어를 공급한 업체 두 곳이 무허가 업체가 아닌지를 조사하는 한편 시내버스 회사 대표 및 전무 등 경영진과 사고 버스 승무원 및 검수원 등이 대폭 구속기소 또는 교체되었으나 사고 버스 운전기사는 1989년 2월 22일 법원에서 무죄판결을 받았다. 그 후 1992년 1월 3일, 대법원측이 검찰측의 상고를 기각하고 최종 무죄판결되었다.

## 같이 보기
- 한강대교 버스 추락 사고